# Eugenio Charpenel
Eugène Charpenel Cogordan (* 9 de septiembre de 1897, Jausiers, Bajos Alpes, Francia), fue un futbolista francés que jugaba en la posición de delantero. Jugó toda su carrera para el Club Deportivo Guadalajara, participando únicamente en la Liga Amateur de Jalisco y siendo campeón goleador en la temporada 1908-09.
En la ciudad de Guadalajara, Jalisco, trabajó en los almacenes "La Ciudad de México" junto a su hermano Honoré Charpenel.